# Гранд-Шартрёз
Гранд-Шартрёз, Великая Шартреза (фр. La Grande Chartreuse) — католический монастырь во Франции, старейшая и главная обитель ордена картезианцев. Расположен на юго-востоке Франции, в 3 километрах северо-западнее селения Сен-Пьер-де-Шартрёз во французском департаменте Изер.

## История

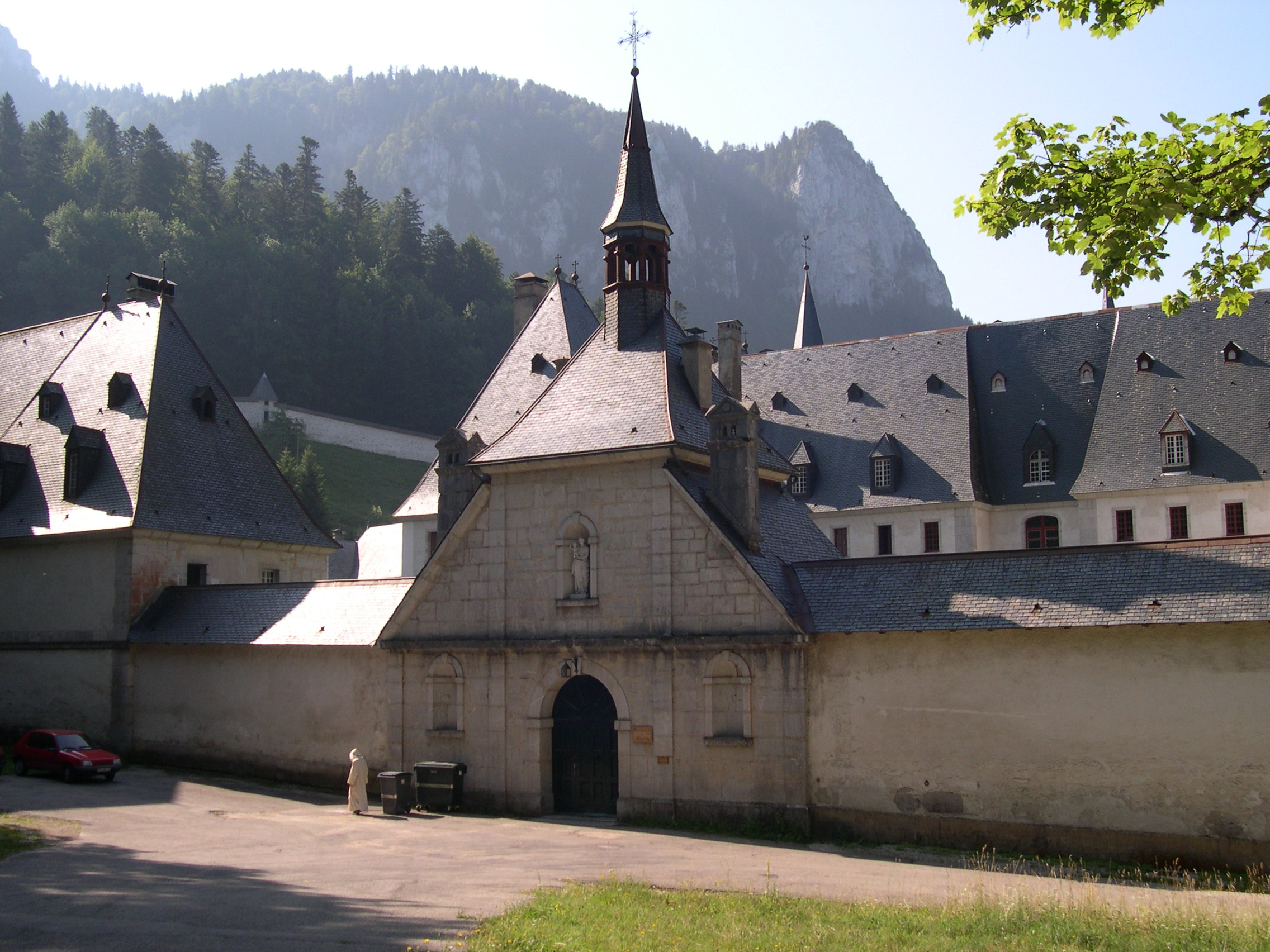
Вход в монастырь

Монастырь был основан святым Бруно Кёльнским и 6 его послушниками в 1084 году в горах Шартрёз, в безлюдной местности севернее Гренобля. Вначале был построен посёлок с крестообразным расположением деревянных хижин и каменной церковью. Эта первая обитель была названа La Grande Chartreuse и по сей день считается матерью-основательницей ордена.
В 1132 году монастырь был разрушен горной лавиной и вновь отстроен на 2 километра южнее от старого места, где находится и поныне. Неоднократно (8 раз) в монастыре вспыхивали большие пожары, но каждый раз Гранд Шартрёз быстро отстраивался. Основная часть зданий монастыря построена в XVII столетии, некоторые относятся к XIV—XV векам. Во время Великой французской революции (1789—1794) монастырь был закрыт, а монахи подверглись преследованиям. Открыт в 1816 году. Был вновь закрыт французским правительством в 1903 году, монахи тогда нашли пристанище в Италии. Открыт уже окончательно в 1940 году.

## Современное состояние

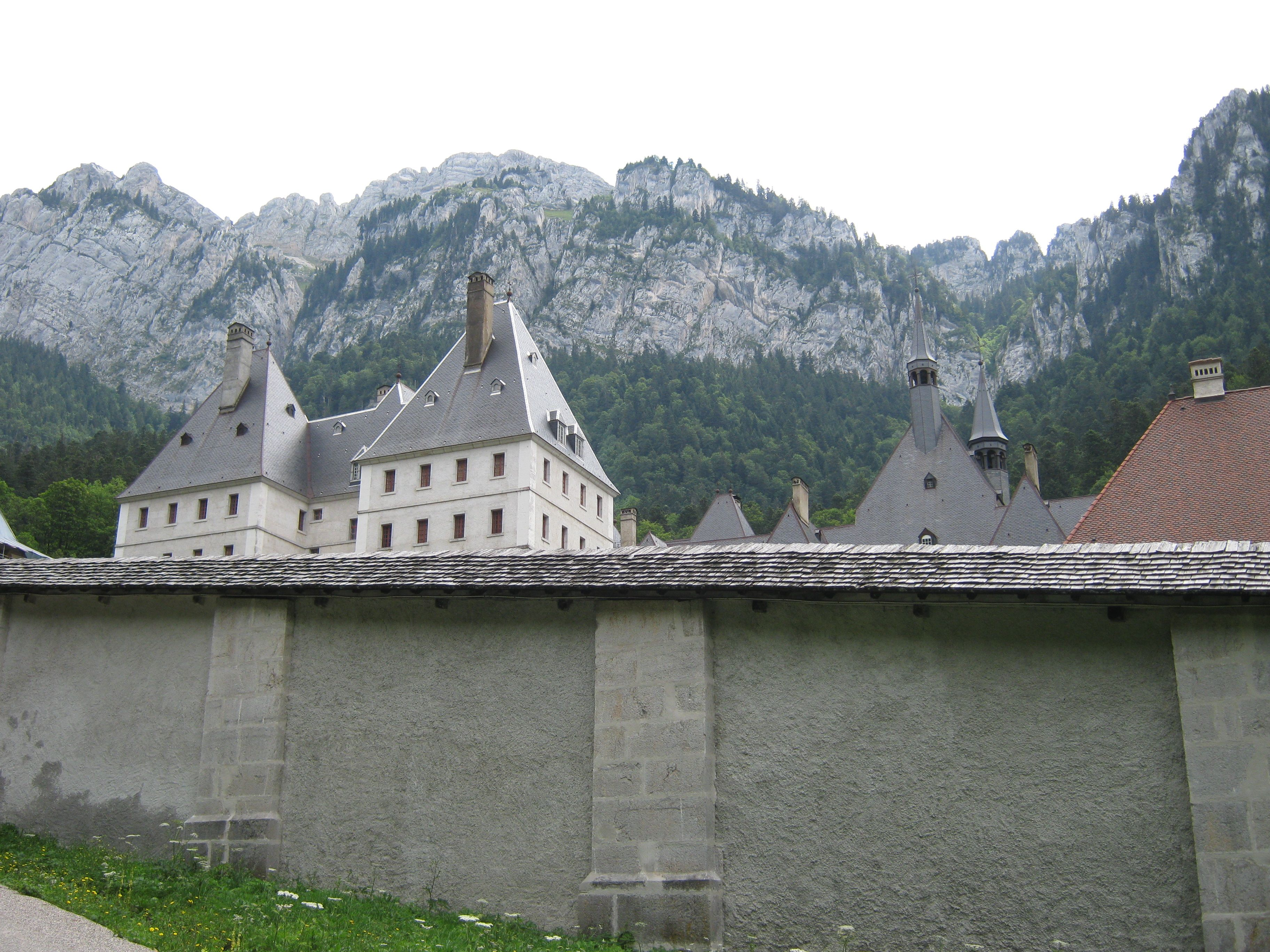
Вид с востока

Гранд-Шартрёз — действующий монастырь ордена картезианцев. Его посещение туристами запрещено, на окрестных дорогах запрещено пользоваться автомобилями и мотоциклами, чтобы шум моторов не нарушал абсолютную тишину в монастыре. Единственное открытое для посещения гостями место — музей Великой Шартрезы, находящийся в двух километрах от самого монастыря.
Современные размеры Гранд-Шартрёз: 215 метров в длину, 23 метра в ширину, по периметру — 476 метров. Каждый монах живёт в своей келье, которая состоит из нескольких помещений: небольшой галереи для прогулок, маленького садика, сарая, мастерской и собственно жилой комнаты. Вместе члены общины собираются только для трёх ежедневных конвентуальных богослужений (утреня, месса и вечерня), прочее время проводят в уединении в своей келье. Раз в неделю монахи совершают прогулку вне монастыря, по традиции такие прогулки совершаются парами. Беседа во время этой прогулки — один из крайне редких моментов, когда картезианцы разговаривают друг с другом.
В 2005 году немецкий режиссёр Филипп Грёнинг снял документальный фильм «Великая тишина» («Великое безмолвие») о жизни монахов Гранд-Шартрёз. Фильм получил несколько престижных наград, включая премию European Film Awards в 2006 году за лучший документальный фильм.

## Прочие факты

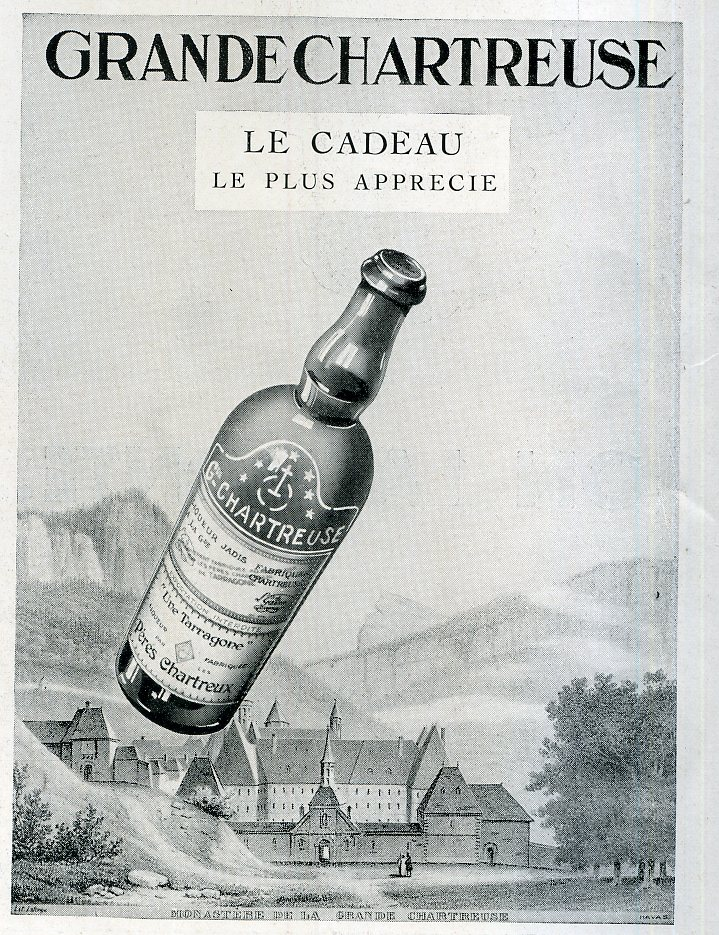
Плакат 1934 года с изображением ликёра Шатрёз и монастыря

Монастырь Гранд Шартрёз прославился в Средние века двумя своими творениями:
- созданный здешними монахами не позднее начала XVII столетия рецепт ныне всемирно известного ликёра Шартрёз (с 1-й половины XVIII века уже производился в монастыре в ограниченных количествах для продажи).
- выведенная ещё в Средневековье в стенах Гранд Шартрёз порода короткошёрстных кошек — шартрез.